# Store Søndervoldstræde
Store Søndervoldstræde er en gade på Christianshavn, København, som løber mellem Overgaden Oven Vandet og Dronningensgade. Den adskiller sig fra de fleste andre gader i området ved ikke at løbe vinkelret på de omkringliggende gader. Dens krogede forløb skyldes, at den oprindeligt fulgte den sydøstlige del af voldanlægget. Da Christianshavns Vold blev udbygget i 1700-tallet, blev gaden liggende, og samtidig opstod Lille Søndervoldstræde.

## Bygninger
Langs gadens vestside ligger en lang, hvid bygning, der blev opført i 1850’erne til Daniel Løweners Jernstøberi, som også havde en afdeling i Lille Søndervoldstræde. Senere husede bygningen Den Danske Filmskole frem til omkring år 2000. I 1960’erne blev der tilføjet en filmsal ud mod Dronningensgade.
På hjørnet af Dronningensgade ligger Brøstes Grund, et boligbyggeri opført i 1989 af Tegnestuen Vandkunsten for Foreningen Socialt Boligbyggeri.